# 서라벌도시가스
서라벌도시가스 주식회사는 대한민국의 도시가스 기업이다.

## 연혁
- 2000년 8월: 회사 설립